# Bely (Insel)
Bely (russisch Бе́лый о́стров/Bely ostrow, „Weiße Insel“) ist eine Insel in der Karasee nördlich der Jamal-Halbinsel im Nordwesten Sibiriens (Russland).
Die Fläche der Insel beträgt etwa 1900 km², die Ost-West- und die Nord-Süd-Ausdehnung jeweils etwa 50 Kilometer. Vom Festland, der Halbinsel Jamal, wird sie von der an der schmalsten Stelle etwa 8 km breiten Malyginstraße getrennt. Die Küste ist überwiegend schwach gegliedert, nur im Südwesten (Pachabucht) und Osten (Njabipachabucht) schneiden sich vereinzelte Buchten tief ein. Bely sind vor allem im Osten und Südosten mehrere kleine Inseln vorgelagert; die größte ist Besymjanny („Die Namenlose“) in der Njabipachabucht. Die Oberfläche der Insel stellt eine schwach nach Süden geneigte Ebene dar; ihre maximale Höhe über dem Meeresspiegel beträgt nur 24 Meter. Die Insel ist mit Tundra bedeckt und stark versumpft. Es gibt eine Unzahl kleiner Seen und Wasserläufe. Thermokarsterscheinungen sind verbreitet.
Administrativ gehört die Insel zum  Jamalski-Rajon im Autonomen Kreis der Jamal-Nenzen. Es gibt keine ständig bewohnten Ortschaften. An der Westküste befindet sich seit 1933 eine Wetterstation, die Popow-Station. Da die Nordostpassage an der Insel vorbeiführt, wurde eine Reihe von Schifffahrtszeichen errichtet, so automatische Leuchtfeuer an der Nord- (Kap Bely) und Südostspitze (Kap Schubert) der Insel sowie Funkfeuer.

## Karte und Satellitenbild

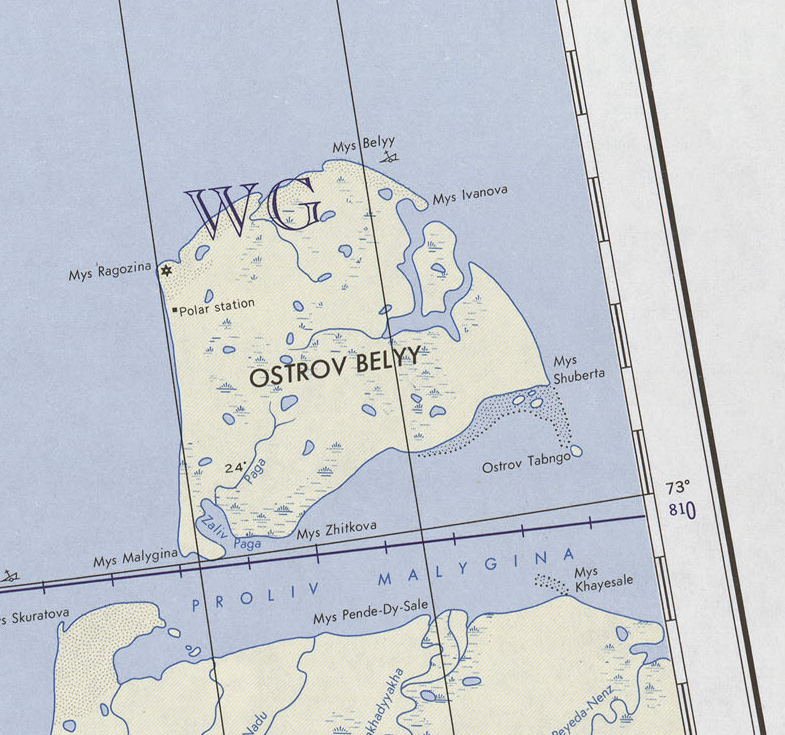
Kartenausschnitt der International Map of the World 1:1.000.000
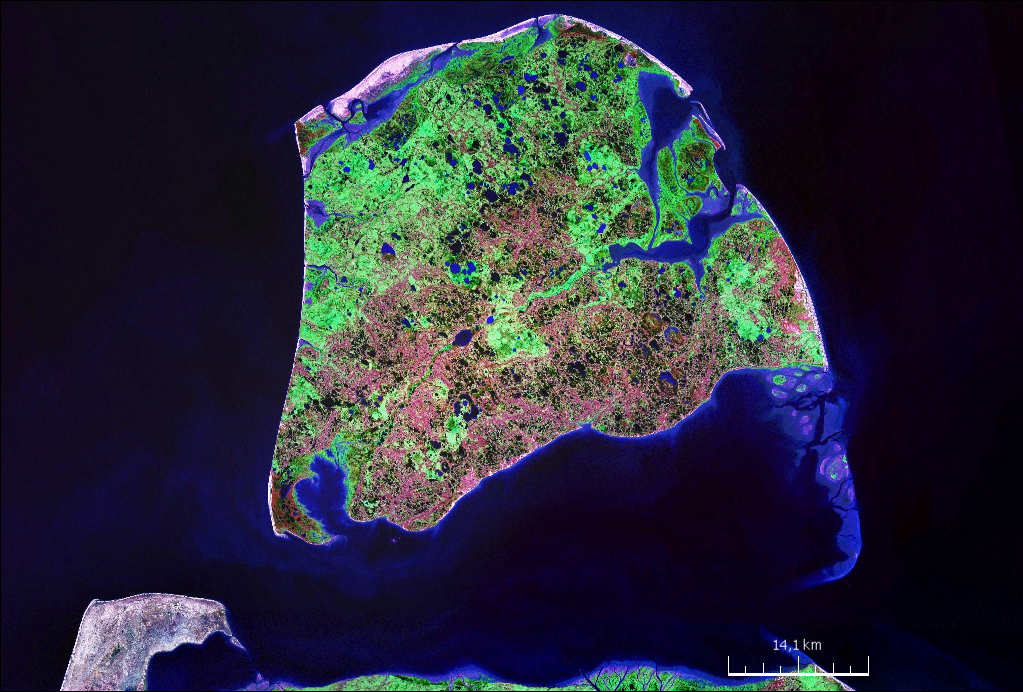
NASA Geocover 2000 Satellitenbild
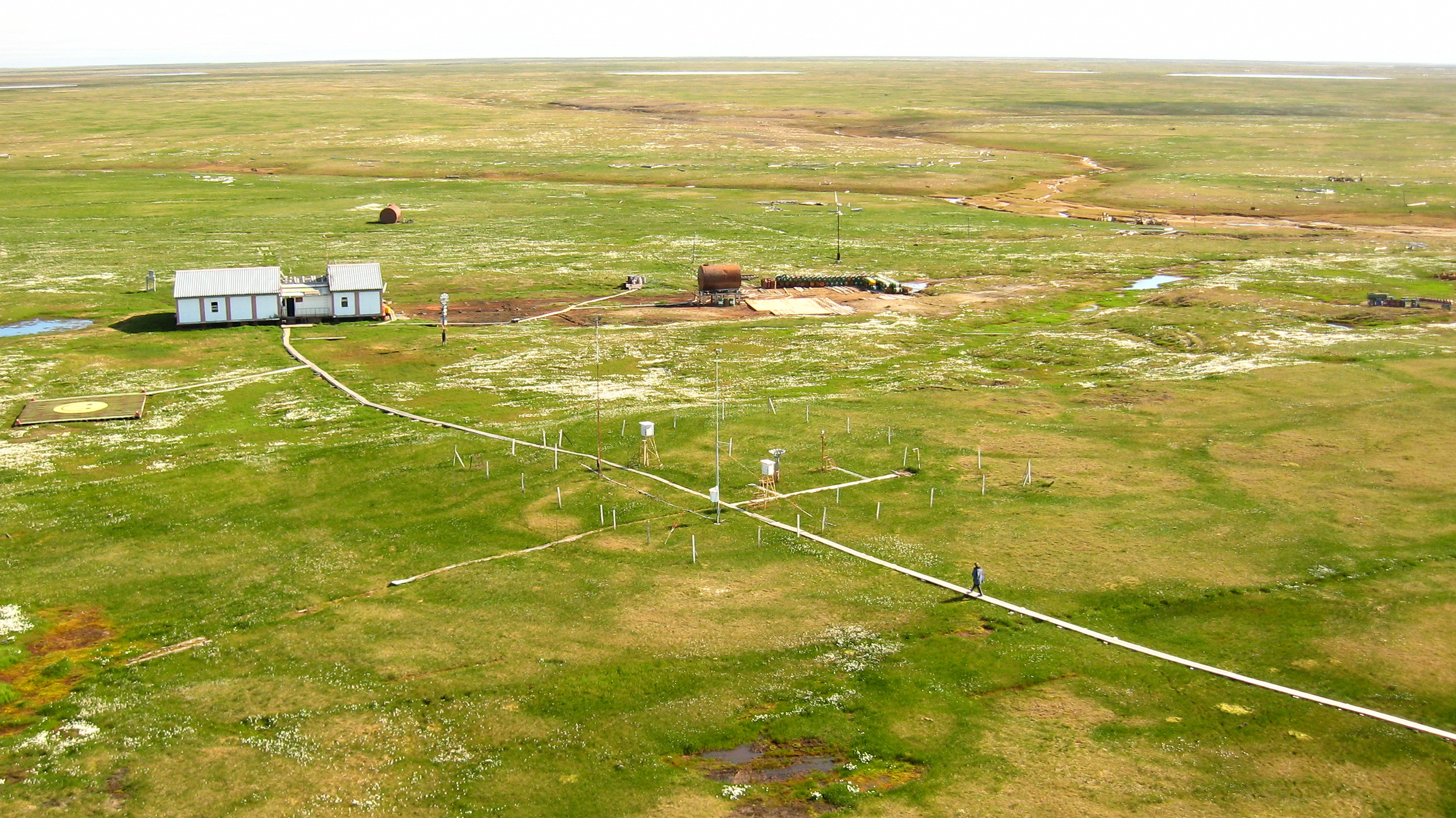
Popow-Station im Hochsommer